# Kalama (reine)
Titre
Reine consort d'Hawaï
14 février 1837 – 15 décembre 1854
(17 ans, 10 mois et 1 jour)
Kalama Hakaleleponi Kapakuhaili dite Kalama, née le 17 mars 1817 à Kailua (Hawaï) et morte le 20 septembre 1870 à Honolulu (Hawaï), est l'épouse du roi Kamehameha III et reine consort d'Hawaï de 1837 à 1854. Son deuxième nom en hawaïen est Hazaleleponi.

## Biographie

### Jeunesse
Kalama était le seul enfant du noble Kona Naihekukui, qui était le commandant de la flotte hawaïenne indigène à Honolulu. Sa mère était Chiefess Iahuula, la sœur cadette de Charles Kanaina (père du futur roi Lunalilo).
Kalama signifie « La torche » en langue hawaïenne.

### Mariage

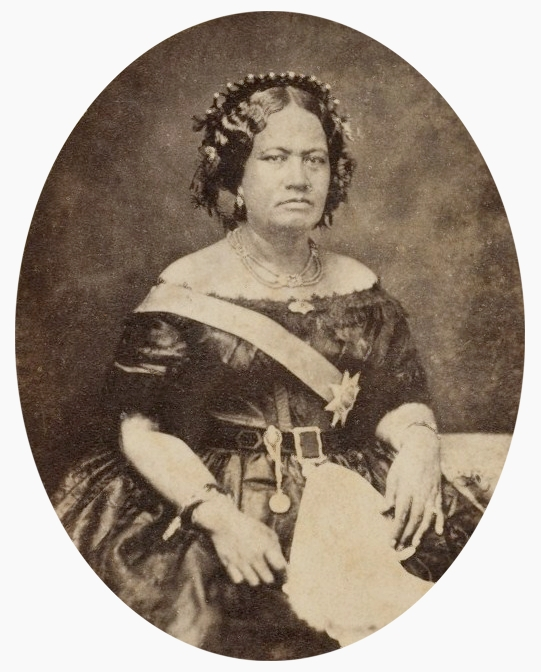
Photographie de la reine Kalama.

Le roi Kamehameha III épousa Kalama le 14 février 1837 lors d'une cérémonie chrétienne. Kamehameha III et son épouse eurent deux enfants : le prince Keaweaweʻulaokalani, né en 1839 et mort en bas âge, et le prince Keaweaweʻulaokalani (nommé ainsi en hommage à son frère décédé), né en janvier 1842 et mort un mois après sa naissance. Ainsi, Kamehameha III n'eut pas d'enfants légitimes capables de lui succéder. Néanmoins, lui et sa maîtresse Jane Lahilahi, une fille du conseiller de son père John Young, eurent un fils illégitime : Albert Kūnuiākea. Élevé à la cour sous la protection du roi et de la reine, ce dernier n'avait cependant aucun droit au trône, n'étant pas issu du mariage du roi.

### Dernières années
Elle survit à la fois à la mort de son mari, le roi Kamehameha III, et à celle de son neveu Kamehameha IV, étant désormais connue comme la reine douairière.
Elle continue à être présente au cours de cérémonies officielles notamment lors de sa rencontre avec le prince Alfred, fils de la reine Victoria, lors de la visite de ce dernier à Hawaii sous le règne de Kamehameha V. Dans son testament, son oncle Charles Kanaina est déclaré héritier de ses vastes terres et propriétés. La reine meurt le Modèle:Date-20 septembre 1870, à Honolulu, à l'âge de 53 ans. Le 21 septembre, les marines américains débarquent pour placer le drapeau américain en berne.